# Masaki Okino
Masaki Okino (沖野 将基 Okino Masaki?, Nagasaki, 13 de diciembre de 1996) es un futbolista japonés que juega como centrocampista y se encuentra sin equipo tras abandonar el Blaublitz Akita.

## Trayectoria

### Clubes
| Club            | País  | Año       |
| --------------- | ----- | --------- |
| Cerezo Osaka    | Japón | 2015-2018 |
| Blaublitz Akita | Japón | 2019-2023 |